# Campane a martello (film 1917)
Campane a martello (Nabat) è un film del 1917 diretto da Evgenij Bauėr.